# 광성부원군 사우
광성부원군 사우(光城府院君 祠宇)은 대한민국 충청남도 보령시 청소면 재정리에 있는 사당이다. 1984년 5월 17일 충청남도의 문화재자료 제143호로 지정되었다.

## 개요
보령출신의 조선전기 문신인 김극성(金克成, 1474~1540)의 위패를 봉안한 사당으로 창건연대는 알 수 없으나 처음에는 청라면 장산리에 세웠던 것을 청천저수지의 조성으로 수몰지구가 되자 1960년 후손들이 그의 묘소가 있는 이곳에 옮겼다.
보령지역에는 김극성의 후손인 광산 김씨들이 유력 성씨를 이루며 오랫동안 세거해 오고 있다.
사우는 목조 기와집으로 정면 3칸, 측면 2칸의 맞배지붕으로 출입문은 하나이고 토석 혼축으로 담장을 만들었다.
김극성은 일찍이 사마시(생원․진사시)와 문과에 모두 장원급제하고, 관직에 나가 중종반정에 공을 세워 정국공신(靖國功臣) 광성부원군에 봉해지고 벼슬은 우의정에 이르렀다.

## 참고 문헌
- 광성부원군 사우 - 국가유산청 국가유산포털